# سنگ‌چشم قهوه‌ای
سنگ‌چشم قهوه‌ای (نام علمی: Lanius cristatus) نام یک گونه از تیره سنگ‌چشم است.